# QBittorrent
qBittorrent è un client BitTorrent P2P scritto in C++, sviluppato da un dottorando (Christophe Dumez) della Università di tecnologia di Belfort-Montbéliard in Francia al quale poi si sono aggiunti altri volontari.
Si basa su libtorrent e Qt5 ed è un software gratuito e open source, secondo la GNU General Public License versione 2 (GPLv2). È stato pubblicato nel marzo 2006 e lo sviluppo è attivo da allora.

## Caratteristiche
qBittorrent vuole fornire una versione equivalente di μTorrent open source e multipiattaforma. Le sue caratteristiche si basano sulla capacità del toolkit Qt4 per l'interfaccia grafica, e libtorrent-rasterbar per la funzionalità backend (la comunicazione di rete).
Le principali caratteristiche presenti in qBittorrent v3.x sono:
- L'interfaccia utente pulita ispirata ad μTorrent
- Motore di ricerca interno sviluppato in python ben integrato con ricerca simultanea nei più famosi siti di indicizzazione di file .torrent
- Tutte le estensioni Bittorrent: DHT, Peer Exchange, la crittografia completa, supporto ai magnet
- Controllo remoto tramite una interfaccia utente Web; quasi identica alla normale interfaccia utente, il tutto in AJAX
- Il controllo avanzato sui peer, trackers, e torrents
- Gestione delle code e della priorità dei torrent
- Pieno supporto a UPnP / NAT-PMP
- Disponibile in più di 25 lingue (supporto Unicode), grazie al lavoro volontario dei suoi utenti di tutto il mondo
- Supporto avanzato RSS con filtri download (inc. regex)
- Pianificazione dell'uso della banda
- Filtri IP (eMule e PeerGuardian compatibile)
- Conformità allo standard IPv6
- Possibilità di spostare e modificare i files anche quando il torrent è attivo

Molto simile a μTorrent, offre funzionalità simili anche a quelle di Vuze, rimanendo però a differenza di questi, rispettivamente, open source e indipendente dal Java Framework.
Attualmente qBitTorrent è disponibile, con le stesse funzionalità, per i sistemi operativi: Windows, Linux, Mac OS X, OS/2 e FreeBSD.